# 三井秀樹 (脚本家)
三井 秀樹（みつい ひでき、1963年 - ）は、日本の脚本家。千葉県出身。主にアニメの脚本、シリーズ構成を中心に担当している。
小山高生主宰の脚本家集団ぶらざあのっぽ（アニメシナリオハウス）OB。日本脚本家連盟会員。デビュー以前には『アニメトピア』の収録スタジオに出入りしていた。常連ハガキ職人と言う話は全くなく実際には１枚ハガキを出した程度であるとラヂオつくば「アニメミュージックステーション」2022年4月9日放送にて本人が語っている。
アダルト作品を手がける際のペンネームは三井秀樹2P。ミュージカル台本に携わることも多い。

## 参加作品

### テレビアニメ
1987年
- ついでにとんちんかん（-1988年、脚本）※デビュー作

1989年
- 魔動王グランゾート（-1990年、脚本）
- がきデカ（-1990年、脚本）

1990年
- 魔法のエンジェルスイートミント（-1991年、脚本）
- カラス天狗カブト（-1991年、脚本）

1991年
- ジャンケンマン（-1992年、脚本）

1992年
- カリメロ（-1993年、脚本）
- 花の魔法使いマリーベル（-1993年、シリーズ構成・脚本）※小山高生と共同

1993年
- ドラゴンリーグ（-1994年、シリーズ構成・脚本）
- 楽しいウイロータウン（-1994年、脚本）

1994年
- 七つの海のティコ（脚本）
- 赤ずきんチャチャ（-1995年、脚本）
- 魔法陣グルグル（-1995年、脚本）

1996年
- ルパン三世 トワイライト☆ジェミニの秘密（脚本）
- 名犬ラッシー（脚本）

1997年
- 新・天地無用!（脚本）
- 超魔神英雄伝ワタル（-1998年、脚本）

1998年
- 異次元の世界エルハザード（脚本）
- 万能文化猫娘（脚本）
- 熱沙の覇王ガンダーラ（脚本）
- アキハバラ電脳組（脚本）
- ポポロクロイス物語（-1999年、脚本）

1999年
- ワイルドアームズ トワイライトヴェノム（脚本）
- 未来少年コナンII タイガアドベンチャー（-2000年、脚本）

2000年
- ドキドキ♡伝説 魔法陣グルグル（シリーズ構成・脚本）
- ゲートキーパーズ（脚本）

2001年
- SAMURAI GIRL リアルバウトハイスクール（脚本）
- ののちゃん（-2002年、脚本）

2004年
- RAGNAROK THE ANIMATION（シリーズ構成・脚本）
- ファンタジックチルドレン（-2005年、脚本）

2005年
- 超ぽじてぃぶ! ファイターズ「燃えるぜ焼けるぜ!」シリーズ（シリーズ構成・脚本）
- カード王 ミックスマスター（-2006年、脚本）
- こてんこてんこ（-2006年、シリーズ構成・脚本）※高橋義昌、長谷川勝己と共同

2006年
- 超ぽじてぃぶ! ファイターズ「11魔人!」篇（シリーズ構成・脚本）
- マジカノ（シリーズ構成・全話脚本）
- 内閣権力犯罪強制取締官 財前丈太郎（シリーズ構成・脚本）
- ギャラクシーエンジェる〜ん（脚本）

2007年
- Master of Epic The Animation Age（脚本）
- 獣装機攻ダンクーガノヴァ（ストーリーコンストラクション・脚本）※首藤剛志と共同
- 家庭教師ヒットマンREBORN!（-2011年、脚本）

2012年
- あらしのよるに 〜ひみつのともだち〜（脚本）

2014年
- ノブナガ・ザ・フール（脚本）

### 劇場アニメ
1996年
- 劇場版 魔法陣グルグル（脚本）

### OVA
1990年
- しあわせのかたち（脚本）

1999年
- 太陽の船 ソルビアンカ（脚本）

2000年
- Septem Charm まじかるカナン（-2002年、脚本）

### Webアニメ
2008年
- めぐみ（脚本）

### 舞台演劇
2003年
- ミュージカル テニスの王子様（脚本）

2010年
- 絵空事計画　春・秋ライブトーク（脚本）

2011年
- ユニット工房や　絵空事計画大節電朗読会　（脚本）
- 怪し会シリーズ（脚色、2014年まで）
- スーパーミュージカル聖闘士星矢（脚本）
- ニコニコミュージカルDEAR　BOYS（脚本）

2012年
- マクロス ザ・ミュージカルチャー（脚本）

2013年
- 舞台千本桜（脚本）

2015年
- ミュージカル 仮面ティーチャー SILVER MASK（脚本）

### 小説
1992年
- 「小説」鴉天狗カブト〈黄金獣疾風編〉 (寺沢武一原作・双葉社ファンタジーノベルシリーズ)

1995年
- 豪血寺一族 アイドル大作戦（ワニブックスWani heroes）

1996年
- スーパーリアル麻雀P6（ワニブックスWani heroes）
- スーパーリアル麻雀 麻雀同好会へようこそ（ワニブックスWani heroes）
- ガンバード（ワニブックスWani heroes）

1997年
- ブルーブレイカー 〜剣よりも微笑みを〜 (Movic Game Collection)

1998年
- Piaキャロットへようこそ!!―れもんの章 (三井秀樹2P名義、ワニブックスCaRROT NOVELS)
- Piaキャロットへようこそ!!―いちごの章 (三井秀樹2P名義、ワニブックスCaRROT NOVELS)

1999年
- Piaキャロットへようこそ!!2全3巻（三井秀樹2P名義、ワニブックスCaRROT NOVELS）
- ソナタ・月影の三重奏（ファミ通文庫）
- 小説御意見無用っ!!―さらわれた紫苑 (よしむらなつき原作・エニックスGagOh! Comic Novels)

2002年
- ワーズ・ワース（三井秀樹2P名義）

2003年
- ∞（むげん）伝説MEGAミックス（集英社スーパーダッシュ文庫）

2004年
- シャーマンキング　1・2巻（武井宏之原作・JBOOKS）

2005年
- ゲートキーパーズin TV―地球防衛を続行せよ! (角川スニーカー文庫)

### 絵本
（すべて「絵本アニメ世界名作劇場」シリーズ）
2001年
- 小公子セディ
- 名犬ラッシー

2003年
- 南の虹のルーシー
- 七つの海のティコ
- ペリーヌ物語